# Methanoplanus
Methanoplanus (лат.) — род метанообразующих архей из семейства Methanomicrobiaceae порядка Methanomicrobiales. Окрашиваются грамотрицательно, обнаружены жгутики или пилеподобные структуры. Строгие анаэробы. Организмы мезофильны с оптимальными температурами роста от 32°C до 40°C при нейтральном pH. 
На основании данных о последовательности 16S рРНК род Methanoplanus принадлежит к семейству Methanomicrobiaceae. 

## Классификация
На июнь 2017 года в род включают 2 вида:
- Methanoplanus endosymbiosus van Bruggen et al. 1986
- Methanoplanus limicola Wildgruber et al. 1984typus

Вид Methanoplanus petrolearius перенесён в 2015 году в род Methanolacinia.